# Gohrisch
Gohrisch ist eine sächsische Gemeinde südöstlich von Königstein bei Pirna. Sie gehört zur Verwaltungsgemeinschaft Königstein/Sächs. Schw.

## Geographie

### Geographische Lage
Gohrisch liegt im Elbsandsteingebirge auf einer Hochebene links der Elbe. Der Hauptort Kurort Gohrisch befindet sich 3 km westlich von Bad Schandau. Die isoliert stehenden Tafelberge des Elbsandsteingebirges, der Gohrisch, der Papststein und Kleinhennersdorfer Stein, die Laasensteine, Spitzstein und Katzstein umrahmen die Gemeinde mit ihren Ortsteilen. Die markanten Tafelberge Lilienstein, Pfaffenstein sowie die Festung Königstein befinden sich in unmittelbarer Nachbarschaft.

### Ausdehnung des Gemeindegebiets
Das Gemeindegebiet ist 34,78 km² groß. Davon entfallen auf Cunnersdorf 16,59 km², auf Kleinhennersdorf 4,59 km², auf Kurort Gohrisch 4,51 km² und auf Papstdorf 8,73 km². Das Gemeindegebiet bildet zwischen dem Cunnersdorfer Bach und dem Krippenbach einen breiten Streifen, der sich von der Elbe bis an die sächsisch-böhmische Grenze erstreckt. Der tiefste Punkt befindet sich im Rietzschengrund auf 135 m ü. NN, der höchste auf 481 m ü. NN.

### Nachbargemeinden
Die Nachbargemeinden sind Königstein (Sächsische Schweiz), Bad Schandau, Reinhardtsdorf-Schöna, Rosenthal-Bielatal und Pfaffendorf.

### Gemeindegliederung
Zur Gemeinde Gohrisch gehören vier Ortsteile: der Hauptort Kurort Gohrisch, das in einer Talmulde gelegene Dörfchen Cunnersdorf, das 350 m hoch gelegene Papstdorf (mit Koppelsdorf) zu Füßen des Papststeines und das auf einer Hochebene gelegene Kleinhennersdorf.

## Geschichte

### Kurort Gohrisch
Das auf einer Hochebene links der Elbe zu Füßen des gleichnamigen Felsens liegende Dorf wurde erstmals 1437 als dorffe Gorusch erwähnt. Bis zur Mitte des 19. Jahrhunderts war es von der Landwirtschaft geprägt und nahm nur eine vergleichsweise bescheidene Entwicklung. 1548 zählte das Dorf 11 ansässige Bauern, 1815 umfasste Gohrisch 20 Häuser mit 93 Einwohnern. Aufgrund der ruhigen, waldreichen und klimatisch ausgeglichenen Lage empfing der Gutsbesitzer Adelbert Hauffe 1869 die ersten Sommerurlauber auf seinem Gut. Gohrisch ist damit die älteste Sommerfrische in der Sächsischen Schweiz. Die positive Entwicklung des Tourismus führte zu einer sprunghaften Erhöhung der Einwohnerzahlen und löste eine rege Bautätigkeit aus. Seit 1875 konnte sich der Ort als Höhenluftkurort bezeichnen und 1910 wohnten bereits etwa 700 Menschen dort. Am 29. Mai 1935 wurde dem Ort gemeinsam mit Oberwiesenthal das Prädikat Kurort verliehen, er war bis 2018 staatlich anerkannter Erholungsort. Bis heute zählt der Tourismus zu den wirtschaftlichen Standbeinen von Gohrisch. Zu den berühmtesten Gästen zählte Dmitri Schostakowitsch, der in Gohrisch 1960 sein achtes Streichquartett (c-Moll op. 110) im Gästehaus des Ministerrates der DDR, dem heutigen Hotel Albrechtshof Gohrisch, komponierte. Aber auch Kim Il-sung, Lotte Ulbricht, Horst Sindermann und viele weitere Persönlichkeiten des öffentlichen Lebens waren zu Gast im Gästehaus des Ministerrates der DDR. Das ehemalige Gästehaus des Ministerrates ist inzwischen ein privat geführtes Hotel, das bei Wanderern und Freunden des Elbsandsteingebirges sehr beliebt ist. Gohrisch zählt heute etwa 800 Einwohner.

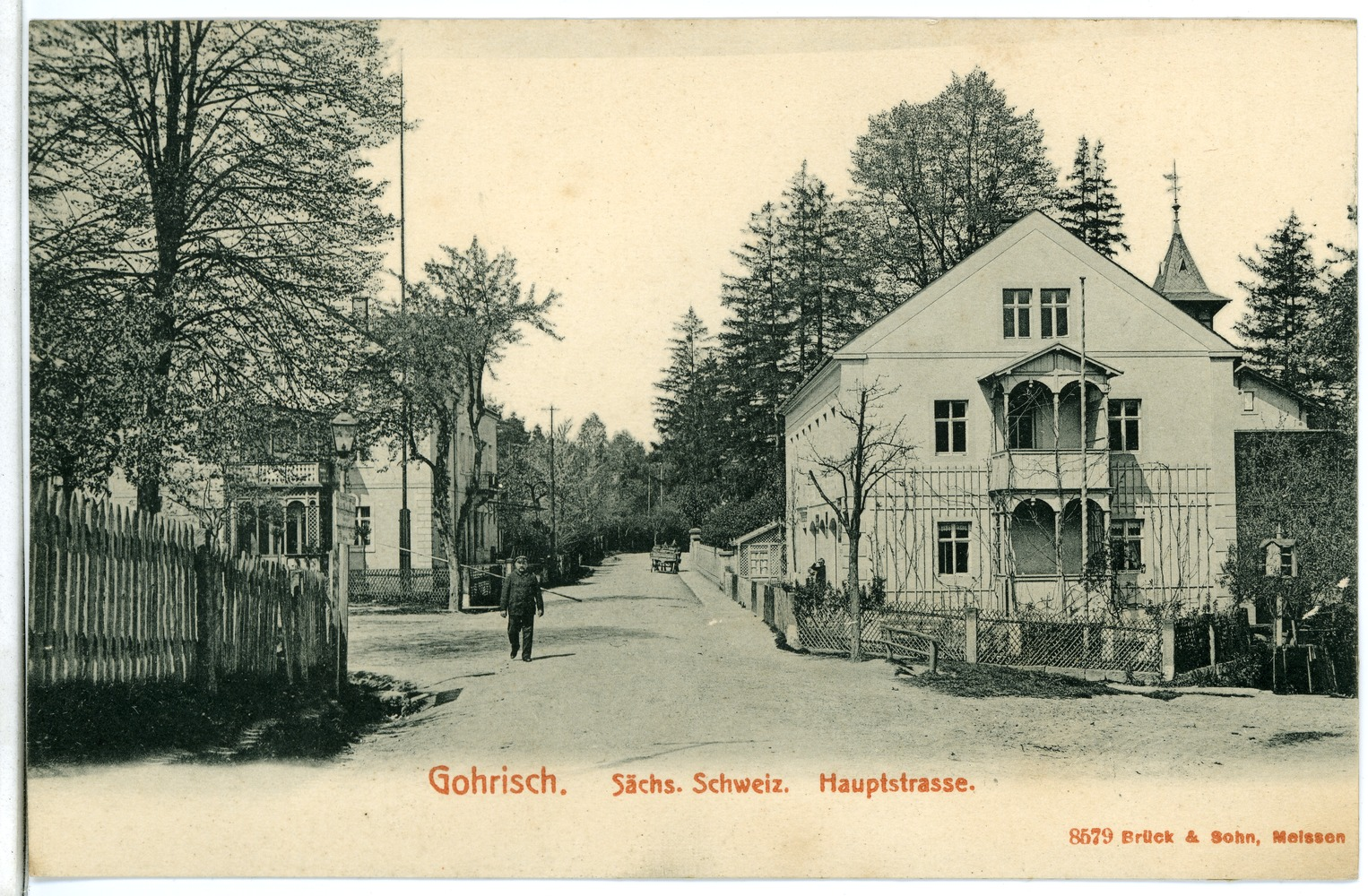
Blick in die Hauptstraße (1907)
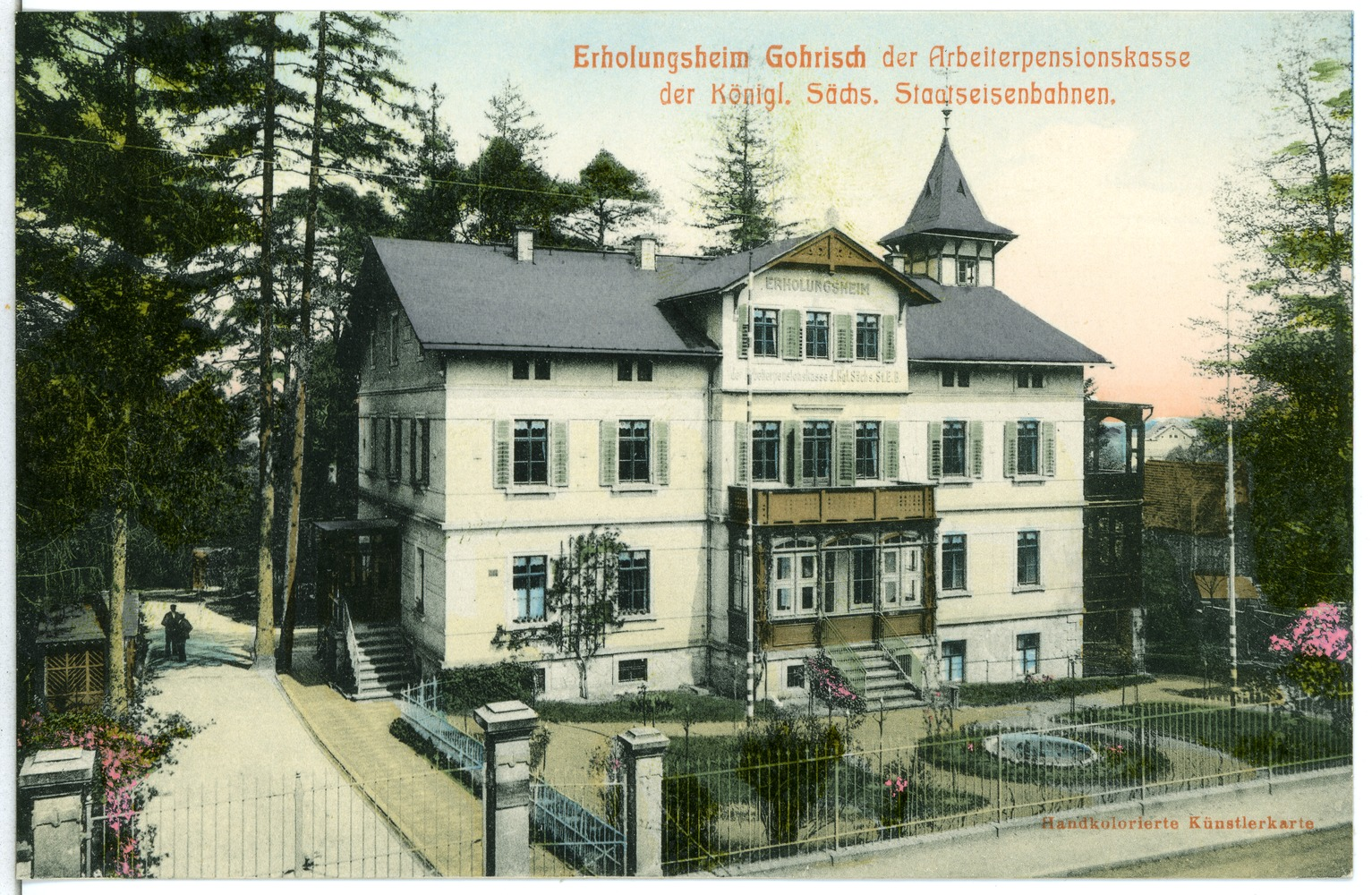
Erholungsheim im Schweizerstil (1906)
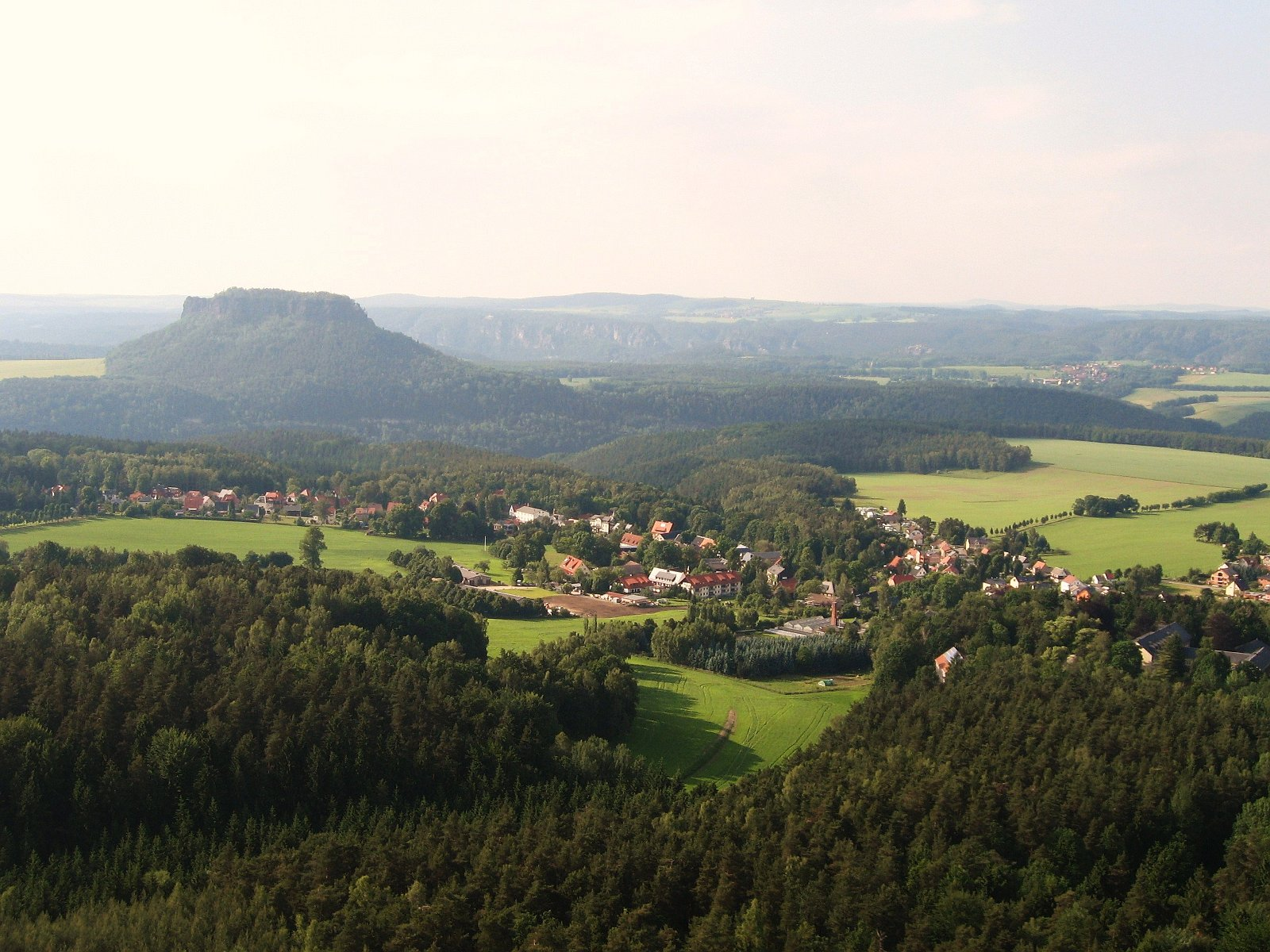
Blick vom gleichnamigen Berg auf Gohrisch (2010)
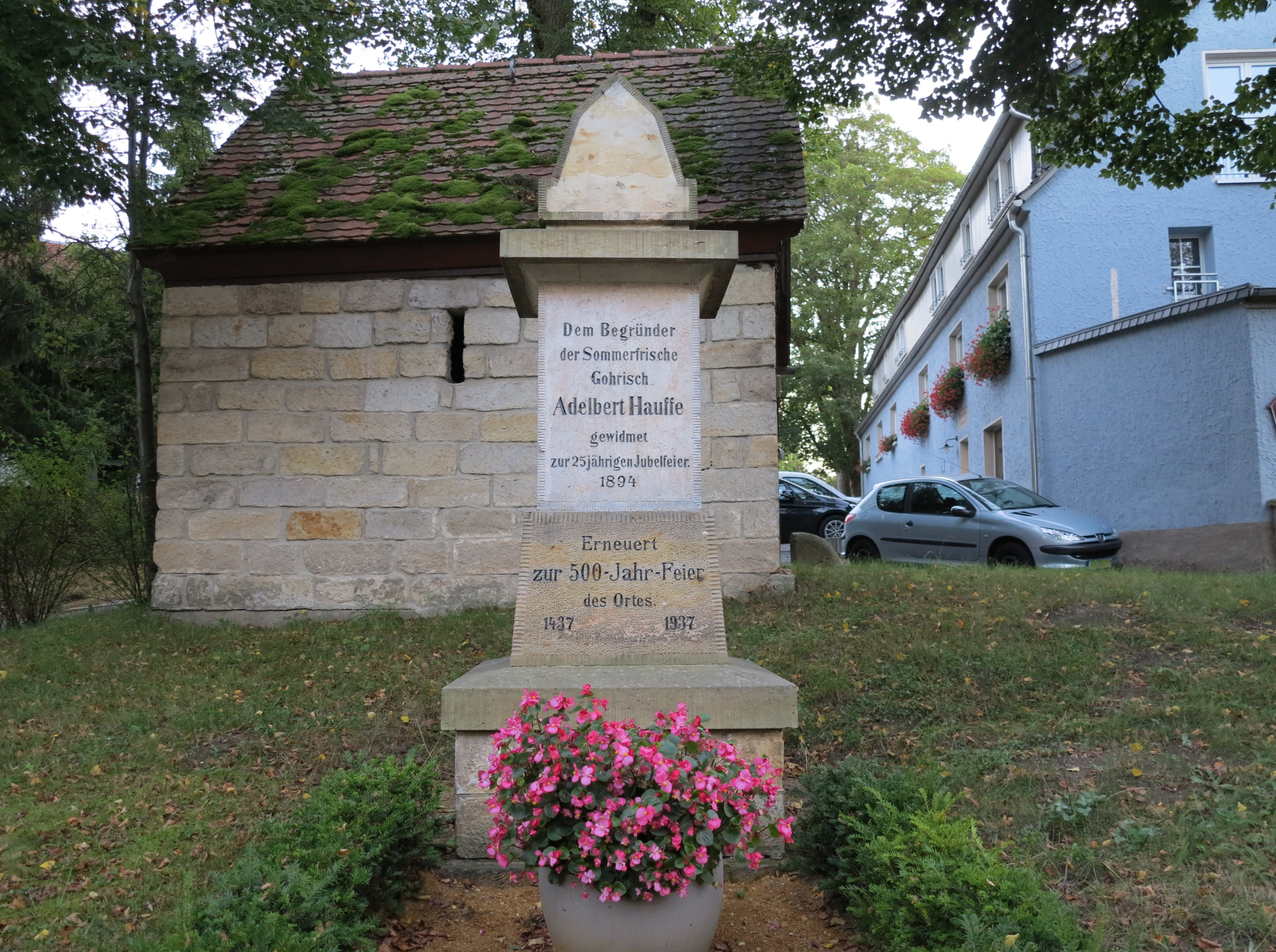
Denkmal für den Begründer der „Sommerfrische“ in Gohrisch: Adelbert Hauffe
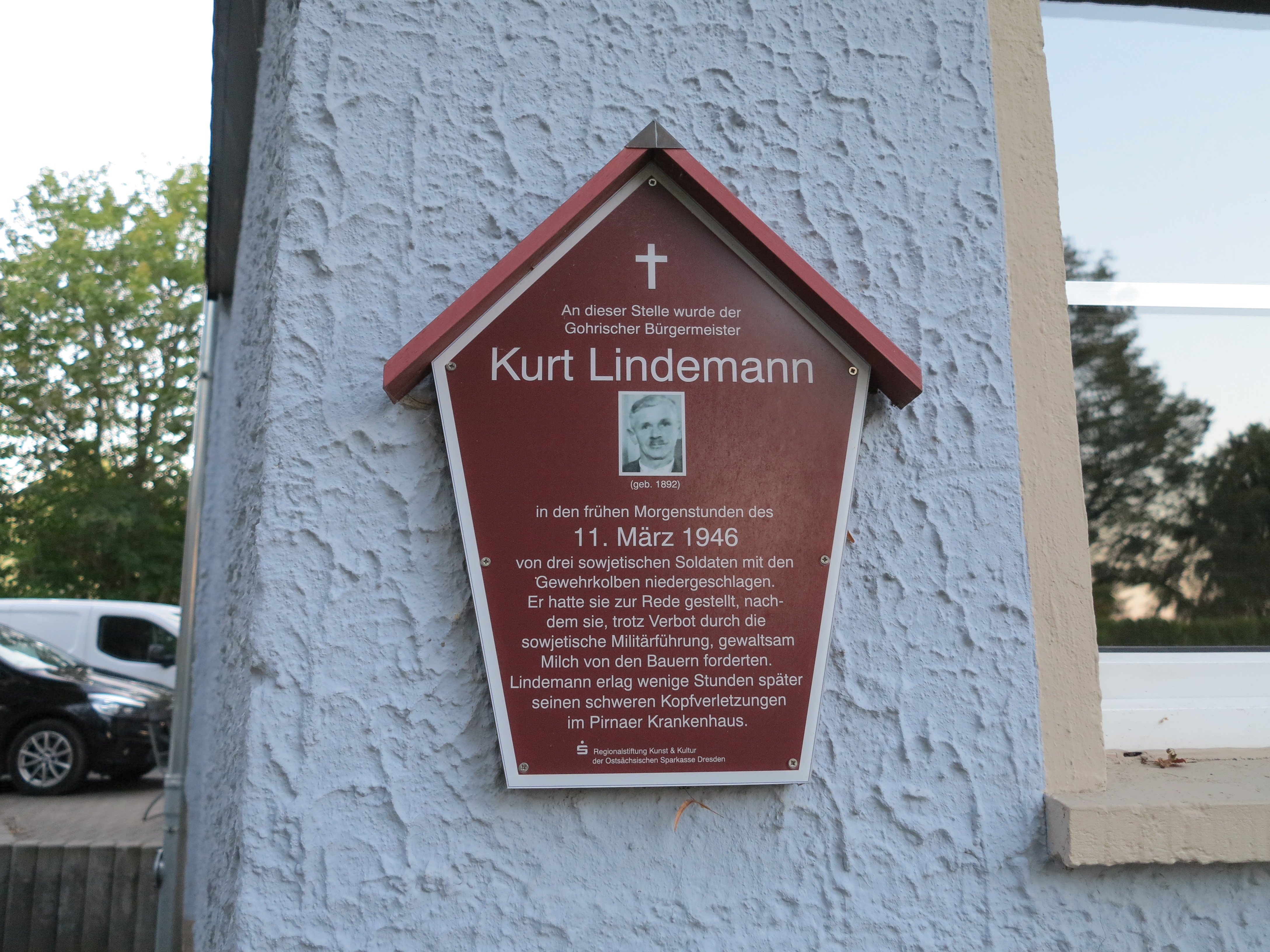
Haus hinter dem Denkmal rechts war die „erste Sommerfrische“. Eine Gedenktafel erinnert an das Schicksal des Bürgermeisters 1946.

### Kleinhennersdorf

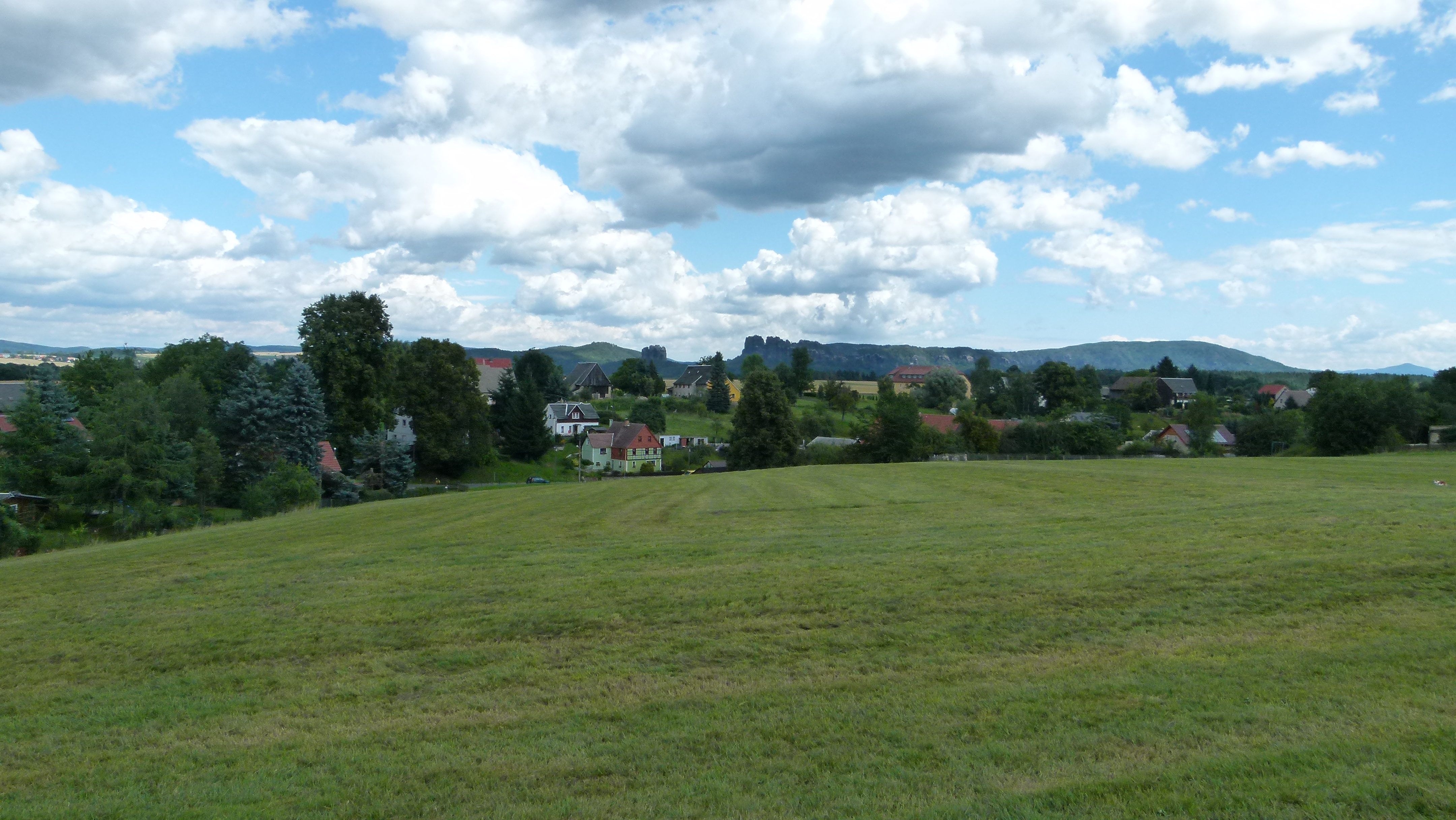
Blick auf Kleinhennersdorf

Kleinhennersdorf wurde erstmals 1439 als das Wyndische Heynersdorff erwähnt, wobei windisch so viel wie klein bedeutet. Lebensgrundlage der Einwohner des von fränkischen Siedlern angelegten Waldhufendorfes waren bis ins 19. Jahrhundert Landwirtschaft, Viehzucht und Forstwirtschaft. Seit dem 17. Jahrhundert wurde in mehreren Steinbrüchen auch Sandstein abgebaut. Im 19. Jahrhundert entwickelte sich der Ort zu einer der Sommerfrischen in der Sächsischen Schweiz. Dabei verlief die örtliche Entwicklung aber bescheiden. 1501 zählte das Dorf erst 6 ansässige Bauern, 1840 waren es etwa 300 Einwohner, 1919 etwa 500 Einwohner. Heute sind es etwa 250 Einwohner. Kleinhennersdorf wurde 1974 nach Papstdorf eingemeindet, erhielt aber 1990 seine Selbständigkeit zurück. Vier Jahre später erfolgte der Zusammenschluss der vier Orte zur Gemeinde Gohrisch. Zum Ort gehört die 1572 angelegte Liethenmühle. Touristische Anziehungspunkte sind darüber hinaus die Sandsteinhöhlen am Kleinhennersdorfer Stein.

### Cunnersdorf bei Königstein

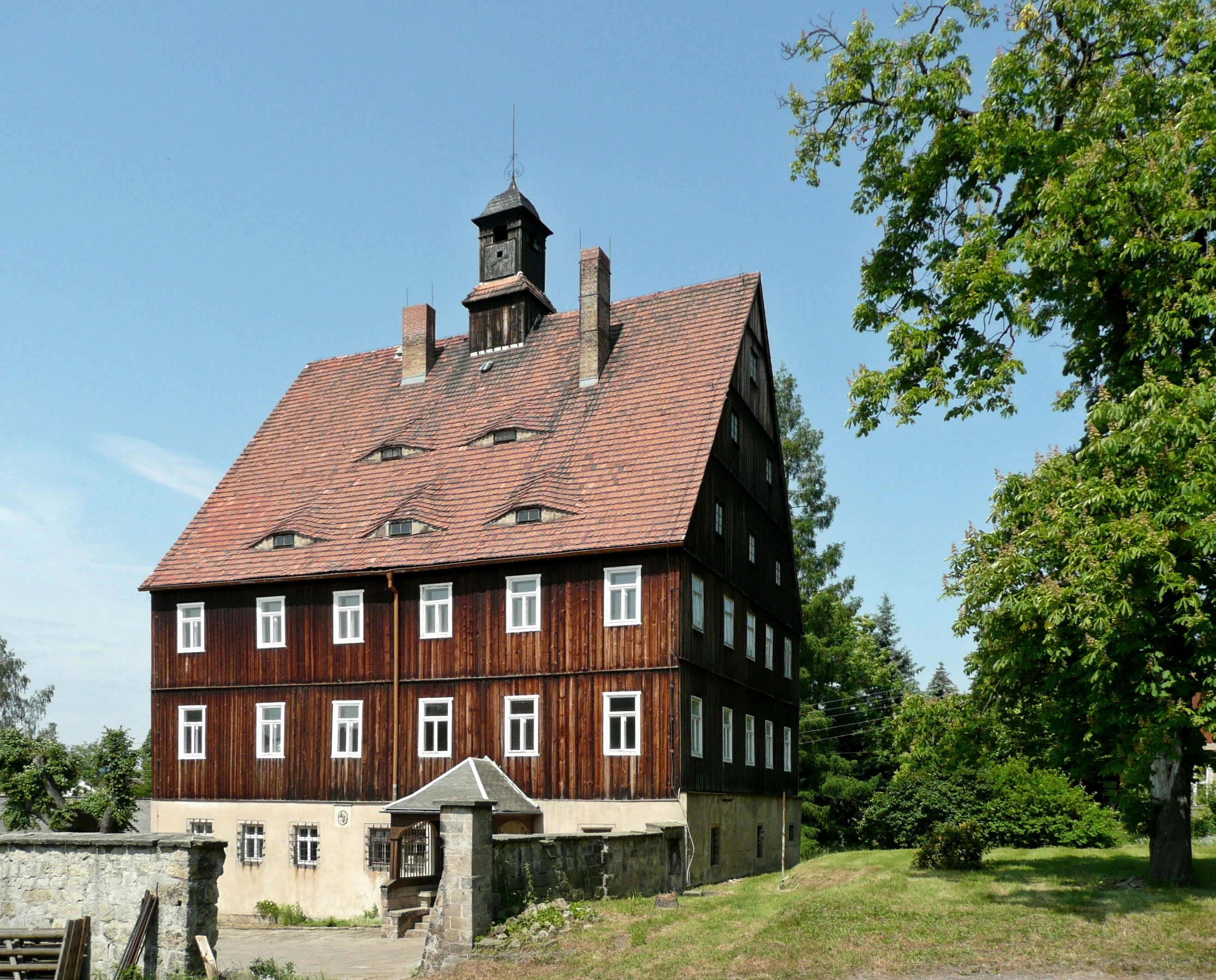
Cunnersdorf: Das 1607 errichtete Herrenhaus des Forsthofes (Sitz der kurfürstlichen Forstverwaltung für die Sächsische Schweiz)

Im Gemeindeteil Cunnersdorf (1379 als zu Böhmen gehörig erwähnt, 1454 sächsisch), bis 1627 Kunradsdorf genannt, entstand im 16. Jahrhundert unter Kurfürst August ein kurfürstlicher Forsthof (wurde 1556 oder 1606 dazu erhoben und gelangte 1872 in den Besitz der Freiherren von Friesen). Das Dorf liegt inmitten ausgedehnter Wälder zwischen 270 und 320 m ü. NN in einer Talmulde des Cunnersdorfer Baches. Noch heute sind einige Dreiseitbauernhöfe mit Sandsteinunterbau und Fachwerkgeschossen zu sehen, zu denen auch der südlich gelegene Forsthof mit Herrenhaus, Wirtschaftsgebäuden und einem Torhaus zählt. Die neoromanische Kirche von 1854/55 besticht durch ihr Altarbild.
Im Ortsteil Viebig, rechtsseitig des Cunnersdorfer Baches, befindet sich die ehemalige Obermühle. Die Mahl- und Brettmühle ist seit 1561 urkundlich belegt. Die Brettmühle war das letzte Mal 1955 in Betrieb. Von den ortsansässigen Naturfreunden wurde der Cunnersdorfer Naturlehrpfad angelegt. Er führt nach Süden über das Katzsteinplateau zum 474 m ü. NN hohen Katzfels, wo 1809 die letzte Wildkatze erlegt worden sein soll. Dicht darunter befindet sich der Katzstein (444 m ü. NN). Des Weiteren verfügt der Ortsteil über ein Waldbad mit Breitrutsche, Wasserpilz und Kinderspielplatz. Cunnersdorf zählte 1445 sechs Ansässige, 1609 waren es bereits 33 Ansässige. 1840 wohnten etwa 600 Einwohner im Ort. Heute sind es etwa noch 420 Menschen, die hier leben.

### Papstdorf

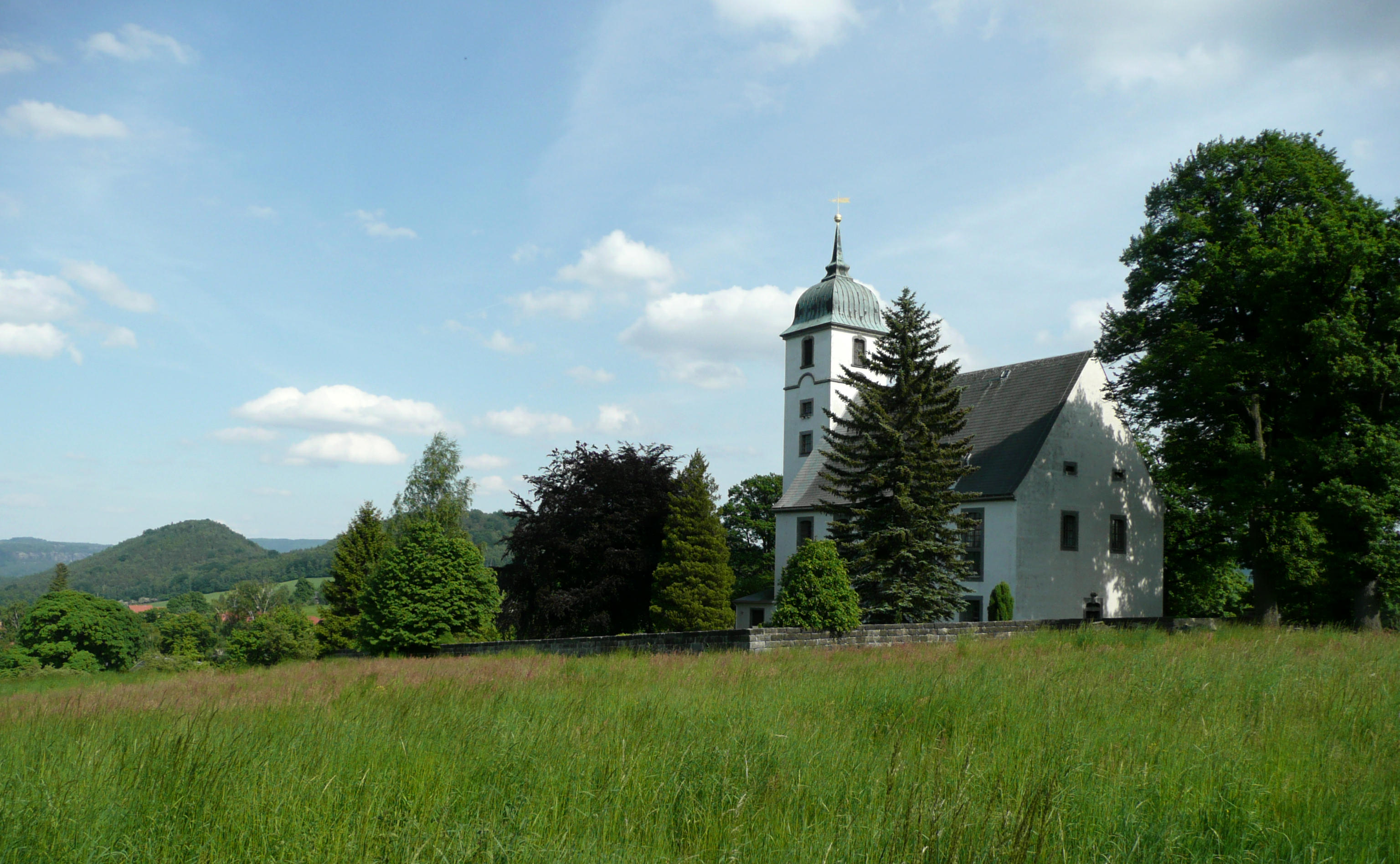
Die Kirche von Papstdorf

Papstdorf wurde erstmals 1371 als Bogansdorff erwähnt. Der heutige Name erschien erstmals 1555 in Form von Babstdorff. Papstdorf war über viele Jahrhunderte ebenso wie Gohrisch, Cunnersdorf und Kleinhennersdorf eine reine Bauerngemeinde. Die Einwohner gingen der Land- und Forstwirtschaft nach. 1501 zählte das Dorf 14 Ansässige, 1601 waren es 22 Ansässige und um 1840 lebten etwa 260 Einwohner hier. Mitte des 19. Jahrhunderts setzte auch in Papstdorf die touristische Erschließung ein. Auf dem Plateau des Papststeines wurde 1862 eine Gaststätte errichtet, die später um einen hölzernen Aussichtsturm erweitert wurde. 1919 zählte das Dorf bereits über 600 Einwohner. Zu DDR-Zeiten befand sich das Zentrale Pionierlager „Klement Gottwald“ im Ort, das vom VEB Verkehrsbetriebe Dresden betrieben wurde.

### Eingemeindungen
- 1974: Kleinhennersdorf (Eingemeindung 1990 aufgehoben)
- 1994: Cunnersdorf, Kleinhennersdorf, Papstdorf

### Entwicklung der Einwohnerzahl
| Jahr | Einwohner |
| ---- | --------- |
| 1834 | 111       |
| 1871 | 207       |
| 1890 | 461       |
| 1910 | 675       |
| 1925 | 803       |
| 1939 | 856       |
| 1946 | 1219      |
| 1950 | 1128      |
| 1964 | 994       |

| Jahr | Einwohner |
| ---- | --------- |
| 1990 | 816       |
| 1995 | 2191      |
| 2000 | 2254      |
| 2005 | 2203      |
| 2010 | 2107      |
| 2015 | 1985      |
| 2020 | 1792      |

## Politik

### Gemeinderat
Seit der Gemeinderatswahl am 9. Juni 2024 verteilen sich die 12 Sitze des Gemeinderates folgendermaßen auf die einzelnen Gruppierungen:
- Freie Wählergemeinschaft Gohrisch (FW G): 4 Sitze
- CDU: 1 Sitz
- AfD: 1 Sitz
- Linke: 1 Sitz
- Einzelvorschläge: 5 Sitze (stark überrepräsentiert, da nicht genügend Kandidaten aufgestellt wurden, und der Gemeinderat in diesem Fall mit händisch notierten Einzelvorschlägen „aufgefüllt“ wird)

| Gemeinderat ab 2024Insgesamt 12 Sitze - Linke: 1 - FWG: 4 - EV1: 1 - EV2: 1 - EV3: 1 - EV4: 1 - EV5: 1 - CDU: 1 - AfD: 1 | Liste                             | 2024   | 2024   | 2019           | 2019           | 2014           | 2014           |
| Gemeinderat ab 2024Insgesamt 12 Sitze - Linke: 1 - FWG: 4 - EV1: 1 - EV2: 1 - EV3: 1 - EV4: 1 - EV5: 1 - CDU: 1 - AfD: 1 | Liste                             | Sitze  | in %   | Sitze          | in %           | Sitze          | in %           |
| Gemeinderat ab 2024Insgesamt 12 Sitze - Linke: 1 - FWG: 4 - EV1: 1 - EV2: 1 - EV3: 1 - EV4: 1 - EV5: 1 - CDU: 1 - AfD: 1 | Freie Wählergemeinschaft Gohrisch | 4      | 55,1   | 4              | 29,1           | 5              | 37,2           |
| Gemeinderat ab 2024Insgesamt 12 Sitze - Linke: 1 - FWG: 4 - EV1: 1 - EV2: 1 - EV3: 1 - EV4: 1 - EV5: 1 - CDU: 1 - AfD: 1 | AfD                               | 1      | 17,9   | 2              | 22,6           | –              | –              |
| Gemeinderat ab 2024Insgesamt 12 Sitze - Linke: 1 - FWG: 4 - EV1: 1 - EV2: 1 - EV3: 1 - EV4: 1 - EV5: 1 - CDU: 1 - AfD: 1 | CDU                               | 1      | 12,6   | 2              | 16,2           | 3              | 27,9           |
| Gemeinderat ab 2024Insgesamt 12 Sitze - Linke: 1 - FWG: 4 - EV1: 1 - EV2: 1 - EV3: 1 - EV4: 1 - EV5: 1 - CDU: 1 - AfD: 1 | Linke                             | 1      | 8,0    | 1              | 8,1            | 1              | 14,1           |
| Gemeinderat ab 2024Insgesamt 12 Sitze - Linke: 1 - FWG: 4 - EV1: 1 - EV2: 1 - EV3: 1 - EV4: 1 - EV5: 1 - CDU: 1 - AfD: 1 | Einzelvorschläge                  | 5      | 6,3    | nicht zulässig | nicht zulässig | nicht zulässig | nicht zulässig |
| Gemeinderat ab 2024Insgesamt 12 Sitze - Linke: 1 - FWG: 4 - EV1: 1 - EV2: 1 - EV3: 1 - EV4: 1 - EV5: 1 - CDU: 1 - AfD: 1 | ZG                                | –      | –      | 1              | 12,1           | –              | –              |
| Gemeinderat ab 2024Insgesamt 12 Sitze - Linke: 1 - FWG: 4 - EV1: 1 - EV2: 1 - EV3: 1 - EV4: 1 - EV5: 1 - CDU: 1 - AfD: 1 | Grüne                             | –      | –      | 1              | 8,5            | 1              | 8,0            |
| Gemeinderat ab 2024Insgesamt 12 Sitze - Linke: 1 - FWG: 4 - EV1: 1 - EV2: 1 - EV3: 1 - EV4: 1 - EV5: 1 - CDU: 1 - AfD: 1 | NPD                               | –      | –      | –              | 3,3            | 1              | 12,7           |
| Gemeinderat ab 2024Insgesamt 12 Sitze - Linke: 1 - FWG: 4 - EV1: 1 - EV2: 1 - EV3: 1 - EV4: 1 - EV5: 1 - CDU: 1 - AfD: 1 | Wahlbeteiligung                   | 76,3 % | 76,3 % | 75,9 %         | 75,9 %         | 64,8 %         | 64,8 %         |

### Bürgermeister
Bürgermeister ist seit 2020 Christian Naumann.
| Wahl | Bürgermeister     | Vorschlag                         | Wahlergebnis (in %) |
| ---- | ----------------- | --------------------------------- | ------------------- |
| 2025 | Kay Eisert        | Freie Wählergemeinschaft Gohrisch | 90,7                |
| 2020 | Christian Naumann | Naumann                           | 58,3                |
| 2019 | Maik Günther      | FWG/Linke                         | 57,6                |
| 2012 | Heiko Eggert      | Eggert                            | 82,1                |
| 2008 | Tom Vollmann      | FDP                               | 57,3                |
| 2001 | Katharina Grieme  | Grieme                            | 76,8                |
| 1994 | Katharina Grieme  | Grieme                            | 68,9                |

## Kultur und Sehenswürdigkeiten

### Bauwerke

#### Gohrisch
- Denkmal Hotel Albrechtshof Gohrisch[16]: Die denkmalgeschützte Gebäudegruppe des 1956/1968 errichteten „Gästehaus des DDR-Ministerrates“ hatte viele in- und ausländische Besucher der DDR-Staatsregierung zu verzeichnen. Lotte Ulbricht, Kim il Sung, Lev Kerbel, Sindermann und auch der russische Komponist Dmitri Schostakowitsch. Letzterer komponierte hier auf einer Parkbank unter der Trauerbuche im Jahre 1960 sein 8. Streichquartett, die einzige Komposition, die er im Ausland erschuf. Heute ist das Gebäudeensemble das 3-Sterne-Hotel Albrechtshof Gohrisch ein beliebtes Quartier für Wanderer und Urlauber.

- Denkmal Schostakowitsch-Büste: An der Kreuzung Schandauer Straße / Papstdorfer Straße hat der in 2009 gegründete Verein Schostakowitsch-Tage in Gohrisch in Erinnerung an die beiden Aufenthalte von Dmitri Schostakowitsch eine Bronze-Büste aufgestellt. Sie erinnert insbesondere an das 1960 hier komponierte 8. Streichquartett, das von Rudolf Barschai interpretiert wurde.

#### Cunnersdorf
- Forsthof: Die denkmalgeschützte Gebäudegruppe des um 1600 errichteten Hofes war Sitz der kurfürstlichen Forstverwaltung für die Reviere der Sächsischen Schweiz.
- Kirche: Die Cunnersdorfer Kirche stammt aus den Jahren 1854/55. Die Ausstattung wurde aus dem Vorgängerbau übernommen und beinhaltet u. a. ein Altarbild von 1666.

#### Papstdorf

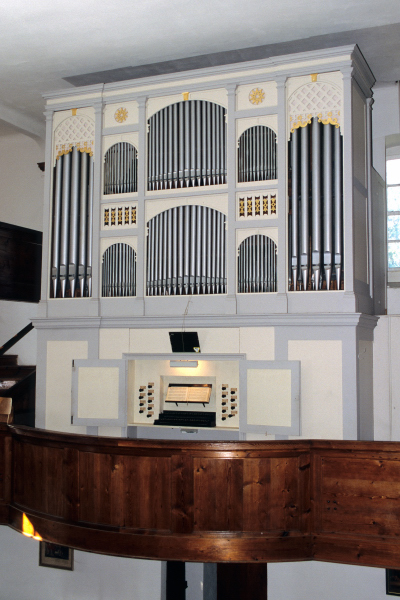
Papstdorf, Wilhelm-Leberecht-Herbrig-Orgel

- Kirche: Die Kirche wurde 1787 im Stil des Spätbarock errichtet. Sie besitzt eine kulturhistorisch wertvolle zweimanualige mechanische Schleifladenorgel von 1845. Der Erbauer ist Wilhelm Leberecht Herbrig.[17] Ort und Kirche sind eine Station an der Herbrig-Orgelstraße.[18]

### Naturschutz
- Siehe auch: Liste der Naturdenkmale in Gohrisch

## Internationale Schostakowitsch-Tage
Seit dem Jahr 2010 werden in Gohrisch die „Internationalen Schostakowitsch-Tage“ veranstaltet, da sich Schostakowitsch im Jahr 1960 und im Jahr 1972 im damaligen Gästehaus des DDR-Ministerrats in Gohrisch zur Kur aufhielt und 1960 am kleinen Teich sein 8. Streichquartett komponierte.
Im Jahr 2011 erhielt der Dirigent Kurt Sanderling den nicht dotierten Internationalen Schostakowitsch-Preis Gohrisch.

## Entstehungsort der Sächsischen Landesverfassung
In der Abgeschiedenheit des ländlichen Kurortes Gohrisch wurde nach der politischen Wende die Sächsische Landesverfassung erarbeitet. Eine Gedenktafel am Gemeindeamt erinnert heute an dieses Geschehen. Der Landtagspräsident Matthias Rößler erinnerte in einer Rede zum 20. Jahrestag der Sächsischen Verfassung am 5. Juni 2012 wie folgt daran: „Es entstand der nach dem Tagungsort Gohrisch in der Sächsischen Schweiz benannte ‚Gohrischer Entwurf‘ als Grundlage unserer Verfassung. Der „Gohrischer Entwurf“ war keine Kopfgeburt einiger Verfassungsrechtler, sondern die Verbindung des höchsten juristischen Sachverstandes, der damals in Deutschland zu haben war, und des Willens des sächsischen Volkes.“

## Wirtschaft und Infrastruktur
Gohrisch lebt in erster Linie von Tourismus und Landwirtschaft. Die Gemeinde und ihre Ortsteile verfügten 2013 über 20 Beherbergungsstätten mit 841 angebotenen Betten, in denen 33.689 Ankünfte und 116.771 Übernachtungen registriert wurden. In der Gemeinde waren 2013 insgesamt 465 sozialversicherungspflichtig Beschäftigte erfasst (Beschäftigte am Arbeitsort), davon entfielen 182 auf den Wirtschaftsbereich Bergbau und verarbeitendes Gewerbe. Einziger Arbeitgeber in diesem Bereich war die in Cunnersdorf ansässige Landbäckerei Schmidt, die in Dresden und der Sächsischen Schweiz knapp 30 Filialen betreibt. Die Firma verlegte allerdings 2014 ihre Produktion in das Gewerbegebiet Leupoldishain. Von der Gemeindefläche entfallen zwei Drittel (2.315 Hektar) auf Waldflächen und reichlich ein Viertel (981 Hektar) auf Landwirtschaftsflächen. In der Gemeinde waren 2010 sieben Landwirtschaftsbetriebe ansässig.

## Persönlichkeiten
- Karl Jordan (1888–1972), Turner und Zoologe (in Papstdorf geboren)
- Heinz Kretzschmar (1926–2015), Jazzmusiker und Arrangeur (in Gohrisch geboren)
- André Hahn (* 1963), Politiker (Die Linke), Mitglied des deutschen Bundestages (wohnhaft in Gohrisch)